# Clesles
Clesles település Franciaországban, Marne megyében. Lakosainak száma 631 fő (2022. január 1.). Clesles Châtres, Étrelles-sur-Aube, Maizières-la-Grande-Paroisse, Saint-Oulph, Bagneux és Saint-Just-Sauvage községekkel határos.

## Népesség
A település népességének változása:
| Lakosok száma | 508  | 477  | 463  | 560  | 614  | 630  | 623  | 612  | 614  | 631  |
|               | 1968 | 1982 | 1990 | 2006 | 2013 | 2015 | 2017 | 2019 | 2020 | 2022 |